# Rebeca Atencia
Rebeca Atencia (Ferrol, 1977) es una primatóloga y  veterinaria española. Directora del Centro de Rehabilitación de Chimpancés de Tchimpounga, en la República del Congo, dependiente del Instituto Jane Goodall, se la considera la heredera de Jane Goodall por su destacada labor en la recuperación de primates.

## Trayectoria
Estudió veterinaria en la Universidad Complutense de Madrid, donde se doctoró. En  2005 comenzó a colaborar en la ONG Help Congo en un proyecto de reintroducción de primates heridos en el parque nacional de Conkouati Douli, en la República Democrática del Congo. Llevaba diez meses trabajando en Help Congo cuando la primatóloga Jane Goodall se fijó en su trabajo y le propuso dirigir el centro de rehabilitación de Tchimpounga. En este centro fundado en 1997 cuidan y protegen a unos 150 chimpancés con el propósito de devolverlos a la selva al mismo tiempo que desarrollan una labor de educación y sensibilización sobre estos animales dirigida a la población de la zona. Instruye sobre cómo actuar en caso de que encuentren algún chimpancé herido o que ha quedado huérfano debido a los ataques de furtivos o traficantes.
Desarrolló el programa Chimpamig@s que permite apadrinar un ejemplar, colaborando con su manutención y atención veterinaria.
Vive entre Congo y España, y realiza publicaciones sobre sus trabajos de investigación científica. 
En 2016 presentó con un equipo de la Universidad Complutense de Madrid, un estudio sobre el corazón de dos chimpancés que cambió el concepto que se tenía sobre la salud cardíaca de estos animales. Su contribución ayudará a evitar las muertes que se producirían por infarto de estos animales en cautividad. También demostró que los electrocardiogramas son muy diferentes entre humanos y chimpancés, cosa que no se sabía hasta este estudio. Su uso podrá servir como diagnóstico precoz para evitar las muertes súbitas de los primates.

## Premios y reconocimientos
- Premio El Escarabajo verde a Personalidad científica destacada en el ámbito medioambiental, otorgado por el programa de TVE del mismo nombre (2024). [7]
- Premio Nacional de la Sociedad Geográfica Española (2019-2020)[8][9]

- Nombrada una de las 20 mujeres del futuro por la revista Newsweek (2018)[10][3]

- Premio 8 de Marzo (2019) concedido por el Ayuntamiento de Ferrol en reconocimiento a su trabajo e impecable trayectoria.[11][12]

- Premio Bienestar Animal del Colegio de Veterinarios de Madrid (2017) .[13]